# Martin Dahlin
Pour les articles homonymes, voir Dahlin.
Martin Dahlin est un footballeur suédois né le 16 avril 1968 à Lund (Suède).

## Biographie
Avec l'équipe nationale suédoise, il a notamment atteint les demi-finales du championnat d'Europe en 1992 et la troisième place de la coupe du monde de 1994, au cours de laquelle ses qualités d'attaquant et son association avec Tomas Brolin ont fait merveille.
De père afro-vénézuélien et de mère suédoise, Dahlin a une certaine ressemblance physique avec l'ancienne star du football américain O. J. Simpson, et a de ce fait été surnommé O. J. durant la coupe du monde de 1994 qui se déroulait aux États-Unis.
Après avoir pris sa retraite à 30 ans à la suite d'une blessure au dos, Dahlin est devenu agent de joueurs. Il prête également son nom à une marque de vêtements.

## Statistiques en championnat
| Année     | Équipe              | Championnat             | Matchs | Buts |
| --------- | ------------------- | ----------------------- | ------ | ---- |
| 1988      | Malmö FF            | Première Ligue Suédoise | 21     | 17   |
| 1989      | Malmö FF            | Première Ligue Suédoise | 17     | 4    |
| 1990      | Malmö FF            | Première Ligue Suédoise | 19     | 7    |
| 1991      | Malmö FF            | Première Ligue Suédoise | 22     | 11   |
| 1991-1992 | Borussia M'Gladbach | Bundesliga              | 12     | 2    |
| 1992-1993 | Borussia M'Gladbach | Bundesliga              | 20     | 10   |
| 1993-1994 | Borussia M'Gladbach | Bundesliga              | 27     | 12   |
| 1994-1995 | Borussia M'Gladbach | Bundesliga              | 24     | 11   |
| 1995-1996 | Borussia M'Gladbach | Bundesliga              | 23     | 15   |
| 1996-1997 | AS Rome             | Serie A                 | 3      | 0    |
| 1996-1997 | Borussia M'Gladbach | Bundesliga              | 19     | 10   |
| 1997-1998 | Blackburn Rovers    | Premier League          | 19     | 4    |
| 1998-1999 | Hambourg SV         | Bundesliga              | 8      | 0    |

## Palmarès
- Suède
  - 60 sélections et 29 buts en équipe de Suède entre 1991 et 1997[1].
  - Troisième place à la coupe du monde de football de 1994.
  - Demi-finale de l'Euro 1992.

- Malmö FF
  - Vainqueur du championnat de Suède en 1988.
  - Vainqueur de la coupe de Suède en 1989.
  - Meilleur buteur du championnat de Suède en 1988.

- Borussia M'Gladbach
  - Vainqueur de la Coupe d'Allemagne en 1995.
  - Élu joueur Suédois de l'année en 1993 par le journal Aftonbladet.